# Пен Беџли
Пен Дејтон Беџли (енгл. Penn Dayton Badgley; Балтимор, 1. новембар 1986) амерички је глумац и музичар. Познат је по улози Дена Хамфрија у серији Трачара (2007—2012) и Џоа Голдберга у серији Ти (2018—2025).
Поред глуме, такође се активно бави музиком. Главни је вокалиста групе MOTHXR, која је 2016. године објавила дебитантски албум — Centerfold. Године 2017. оженио се певачицом Домино Крике с којом има једно дете.

## Детињство и младост
Рођен је 1. новембра 1986. године у Балтимору, у Мериленду. Син је Дафа и Лин Мерфи Беџли. Отац му је радио као новинар, а затим као столар и грађевинар, те 2008. године био кандидат Зелене странке за гувернера Вашингтона. Јединац је.
Изјавио је да је образован код куће заједно са будућом колегиницом Блејк Лајвли. Родитељи су му се развели када је имао 12 година. Присетио се да је „желео да се бави музиком... као 12-годишњак”, те да је 1998. снимио необјављени поп-сингл, наводећи у интервјуу тај напор као „ужасан” и „погрешан”.

## Приватни живот
Између 2007. и 2010. излазио је с Блејк Лајвли, колегиницом из серије Трачара, а од 2011. до 2013. са Зои Кравиц. Године 2014. почео је да се забавља с певачицом Домино Кирке. Венчали су се 27. фебруара 2017. у Њујорку, а тиме је постао очух њеном сину. У фебруару 2020. објавили су да чекају прво дете. Син им се родио у августу 2020. године.
У марту 2010. Црвени крст Америке га је најавио за члана Националног кабинета славних, групе познатих личности које промовишу услуге Црвеног крста. Године 2011. подржао је покрет Окупирајте Вол стрит, а такође је савезник покрета Black Lives Matter. Жели да дијалог о полицијској бруталности укључи жене жртве, а такође подржава права ЛГБТ+ особа.

## Филмографија

### Филм
| Улоге  |                          |               |                    |          |
| Година | Српски назив             | Изворни назив | Улога              | Напомена |
| 2001.  |                          |               | млади Шон Макгинис |          |
| 2003.  |                          |               | дебатер            |          |
| 2006.  | Џон Такер мора да умре   |               | Скот Такер         |          |
| 2007.  |                          |               | Ван                |          |
| 2008.  | Заувек снажан            |               | Ларс               |          |
| 2009.  | Очух                     |               | Мајкл Хардинг      |          |
| 2010.  | Девојка на лошем гласу   |               | Тод                |          |
| 2011.  | Позив упозорења          |               | Сет Брегман        |          |
| 2012.  | Поздрави од Тима Баклија |               | Џеф Бакли          |          |
| 2014.  |                          |               | Ерик               |          |
| 2015.  |                          |               | Постхумус          |          |
| 2016.  |                          |               | Сигурд Росдејл     |          |
| 2016.  |                          | принц Монака  |                    |          |
| 2021.  | Овде и данас             |               | Рекс               |          |

### Телевизија
| Улоге      |                    |                     |               |              |
| Година     | Српски назив       | Изворни назив       | Улога         | Напомена     |
| 1999.      | Вил и Грејс        |                     | Тод           | 1 епизода    |
| 2000—2001. | Млади и немирни    |                     | Филип Чанслор | главна улога |
| 2000—2002. |                    |                     | Еди Бауер     | 2 епизоде    |
| 2000.      |                    |                     | Тод           | 2 епизоде    |
| 2002.      |                    |                     | Мајк          | 1 епизода    |
| 2002.      |                    |                     | Џоел Ларсен   | главна улога |
| 2002.      | Шта волим код тебе |                     | Џејк Вуд      | 1 епизода    |
| 2003.      | Зона сумрака       |                     | Трејс Малон   | 1 епизода    |
| 2004—2005. |                    |                     | Сем Тани      | главна улога |
| 2006.      |                    | The Bedford Diaries | Овен Грегори  | главна улога |
| 2007—2012. | Трачара            |                     | Ден Хамфри    | главна улога |
| 2015.      | Шамар              |                     | Џејми         | 2 епизоде    |
| 2018—2025. | Ти                 |                     | Џо Голдберг   | главна улога |